# Zachary Quinto
John Zachary Quinto (n. 2 iunie 1977, Pittsburgh, Pennsylvania, SUA) este un actor american și producător de film. El este cel mai bine cunoscut pentru rolurile sale ca Sylar pe science-fiction serialul Eroii (2006-2010), Spock în reporniți Star Trek (2009) și continuările sale Star Trek În întuneric (2013) Star Trek. Dincolo de infinit! (2016), precum și lui Emmy nominalizat de performanță în American Horror Story: Asylum. De asemenea, el a apărut în mici roluri în seriale de televiziune, cum ar fi Atât de Notoriu, Palmă, și 24.